# Zanthoxylum motuoense
Zanthoxylum motuoense (tiếng Trung: 墨脱花椒) là một loài thực vật có hoa trong họ Cửu lý hương. Loài này được C.C. Huang miêu tả khoa học đầu tiên năm 1978.

## Mô tả
Z. motuoense là một loài cây rụng lá có thể cao tới 15 mét. Đặc điểm của loài này là cành dày và gai dài 1mm, thường mọc ở hai bên vết sẹo lá; gai dày lên ở gốc và tạo thành một lớp đệm. Loài này chỉ tạo ra một lá chét (thực vật học) hoặc một lá chét với 3 hoặc 5 lá chét. Lá chét rộng hình trứng ngược hoặc elip rộng, dài 3–6 cm và rộng 2–4 cm, lá lớn nhất ở giữa dài 9 cm, rộng 6 cm, và đầu lá thường gần tròn, hiếm khi sắc nhọn hoặc hình nêm, với các răng cưa nhỏ li ti ở mép lá.
Ngoại trừ các đốm dầu nằm ở kẽ răng, các đốm dầu khác không rõ ràng. Cả hai mặt lá đều có lông tơ, lông ở mặt sau dày và dài; thân lá không có cánh. Lá không có gai và có lớp lông dày. Cụm hoa nở ra cùng lúc với lá non. Cụm hoa hình nón, dài 4–8 cm, có lông ngắn trên trục cụm hoa; cánh hoa hình bầu dục, đường kính khoảng 4,5 mm, các đốm dầu trên vỏ quả lớn và hơi lồi; đường kính hạt khoảng 4 mm.
Thời kỳ ra quả từ tháng 9 đến tháng 10.

## Môi trường sống
Z. motuoense được nhìn thấy trong các khu rừng miền núi, cao 1100 mét so với mực nước biển.